# Gle Jumeut
Gle Jumeut är en kulle i Indonesien.   Den ligger i provinsen Aceh, i den västra delen av landet, 1 800 km nordväst om huvudstaden Jakarta. Toppen på Gle Jumeut är 110 meter över havet.
Terrängen runt Gle Jumeut är kuperad norrut, men söderut är den platt. Terrängen runt Gle Jumeut sluttar söderut.Runt Gle Jumeut är det mycket glesbefolkat, med 7 invånare per kvadratkilometer. I omgivningarna runt Gle Jumeut växer i huvudsak städsegrön lövskog.